# Maja Stark
Maja Stark, född 10 december 1999, är en svensk professionell golfspelare.

## Karriär
Stark har spelat professionell golf sedan 2021. Hon har vunnit 8 professionella golftävlingar. År 2024 placerade hon sig på en andraplats i majortävlingen Chevron Championship i Texas.
I juni 2025 vann hon för första gången en majortävling, när hon segrade i US Open.